# ویلیام بوث (بازیکن فوتبال)
ویلیام بوث (انگلیسی: William Booth; ۱ اکتبر ۱۸۸۰ – ۱ ژانویهٔ ۲۰۰۰) بازیکن فوتبال اهل بریتانیا بود.
از باشگاه‌هایی که در آن بازی کرده‌است می‌توان به باشگاه فوتبال منچستر یونایتد اشاره کرد.